# Levonsaari (ö i Birkaland)
Levonsaari är en ö i Finland. Den ligger i sjön Kuohijärvi och i kommunen Pälkäne i den ekonomiska regionen Tammerfors och landskapet Birkaland, i den södra delen av landet, 120 km norr om huvudstaden Helsingfors. Öns area är 0,3 hektar och dess största längd är 70 meter i öst-västlig riktning.